# Crandèlas
Crandèlas (en francès Crandelles) és un municipi francès situat al departament de Cantal i a la regió d'Alvèrnia-Roine-Alps. L'any 2007 tenia 642 habitants.

## Demografia

### Població
El 2007 la població de fet de Crandelles era de 642 persones. Hi havia 234 famílies de les quals 36 eren unipersonals (16 homes vivint sols i 20 dones vivint soles), 85 parelles sense fills, 109 parelles amb fills i 4 famílies monoparentals amb fills.
La població ha evolucionat segons el següent gràfic:
Habitants censats

### Habitatges
El 2007 hi havia 287 habitatges, 235 eren l'habitatge principal de la família, 42 eren segones residències i 10 estaven desocupats. 285 eren cases i 2 eren apartaments. Dels 235 habitatges principals, 197 estaven ocupats pels seus propietaris, 33 estaven llogats i ocupats pels llogaters i 4 estaven cedits a títol gratuït; 1 tenia una cambra, 8 en tenien dues, 17 en tenien tres, 60 en tenien quatre i 149 en tenien cinc o més. 203 habitatges disposaven pel capbaix d'una plaça de pàrquing. A 77 habitatges hi havia un automòbil i a 141 n'hi havia dos o més.

### Piràmide de població
La piràmide de població per edats i sexe el 2009 era:
| Homes | Edats   | Dones |
| ----- | ------- | ----- |
| 0     | 95 o +  | 0     |
| 4     | 90 a 94 | 0     |
| 0     | 85 a 89 | 8     |
| 4     | 80 a 84 | 4     |
| 12    | 75 a 79 | 16    |
| 12    | 70 a 74 | 12    |
| 12    | 65 a 69 | 0     |
| 12    | 60 a 64 | 8     |
| 4     | 55 a 59 | 16    |
| 16    | 50 a 54 | 24    |
| 48    | 45 a 49 | 8     |
| 36    | 40 a 44 | 40    |
| 12    | 35 a 39 | 32    |
| 20    | 30 a 34 | 16    |
| 16    | 25 a 29 | 24    |
| 8     | 20 a 24 | 4     |
| 32    | 15 a 19 | 24    |
| 20    | 10 a 14 | 20    |
| 28    | 5 a 9   | 20    |
| 16    | 0 a 4   | 4     |

## Economia
El 2007 la població en edat de treballar era de 438 persones, 323 eren actives i 115 eren inactives. De les 323 persones actives 308 estaven ocupades (163 homes i 145 dones) i 15 estaven aturades (6 homes i 9 dones). De les 115 persones inactives 36 estaven jubilades, 41 estaven estudiant i 38 estaven classificades com a «altres inactius».

### Ingressos
El 2009 a Crandelles hi havia 257 unitats fiscals que integraven 700 persones, la mediana anual d'ingressos fiscals per persona era de 19.245 €.

### Activitats econòmiques
Dels 11 establiments que hi havia el 2007, 4 eren d'empreses de construcció, 1 d'una empresa d'hostatgeria i restauració, 1 d'una empresa financera, 2 d'empreses immobiliàries, 1 d'una empresa de serveis i 2 d'empreses classificades com a «altres activitats de serveis».
Dels 6 establiments de servei als particulars que hi havia el 2009, 1 era un paleta, 1 guixaire pintor, 1 electricista, 2 perruqueries i 1 restaurant.
L'any 2000 a Crandelles hi havia 22 explotacions agrícoles que ocupaven un total de 1.152 hectàrees.

## Equipaments sanitaris i escolars
El 2009 hi havia una escola elemental.

## Poblacions més properes
El següent diagrama mostra les poblacions més properes.